# SMS Greif (1914)
SMS Greif – niemiecki krążownik pomocniczy działający jako rajder podczas I wojny światowej. Zbudowany jako frachtowiec Guben, przebudowany na krążownik pomocniczy. Zatopiony w pierwszym rejsie bojowym 29 lutego 1916, w pojedynku z brytyjskim krążownikiem pomocniczym  HMS „Alcantara”, który również zatonął.

## Budowa i modyfikacja
Parowy frachtowiec „Guben” (nr budowy 340), późniejszy „Greif”, został zwodowany 29 lipca 1914 w stoczni AG Neptun w Rostocku dla spółki Deutsch-Australische Dampfschiff-Gesellschaft z Hamburga. Statek miał konstrukcję typowego frachtowca tego okresu, z ładowniami z przodu i tyłu, wyposażonymi w maszty z dźwigami, a kotłownią i maszynownią oraz niewielką wyspą nadbudówek pośrodku. 
Z powodu wybuchu I wojny światowej, statek nie mógł być wykorzystywany zgodnie z przeznaczeniem, do handlu z Australią i cesarska marynarka niemiecka postanowiła w 1915 przejąć go i zaadaptować do roli zamaskowanego rajdera. Przebudowa została wykonana w Stoczni Cesarskiej w Kilonii, podczas niej m.in. zamieniono dwa mało typowe cienkie kominy statku, położone blisko siebie, na pojedynczy komin. Uzbrojenie główne stanowiły 4 pojedyncze działa 150 mm umieszczone po dwa na burtę, przed nadbudówką oraz po bokach masztu rufowego. Pojedyncza armata 105 mm była ukryta w fałszywej nadbudówce na rufie, o opuszczanych ścianach. Istotnym uzupełnieniem uzbrojenia były dwie podwodne wyrzutnie torpedowe, w części dziobowej, skierowane na każdą z burt.

## Wejście do służby
Okręt po przebudowie wszedł do służby 23 stycznia 1916 jako SMS „Greif” (gryf). Dowódcą został kmdr por. Rudolf Tietze. 27 lutego 1916 wyszedł w morze z Cuxhaven w pierwszy rejs korsarski. Na Atlantyk miał go eskortować okręt podwodny U-70, lecz szybko go zgubił z powodu złej pogody. Na morzu załoga „Greifa” przemalowała go w celu upodobnienia do neutralnego norweskiego frachtowca „Rena” (zbud. 1911, pojemność 4687 BRT). Kadłub pomalowano na czarno, z dużymi flagami norweskimi i napisem: Norge (norw. Norwegia), podniesiono też banderę norweską. „Greif” następnie podjął próbę przedarcia się na Atlantyk, w celu podjęcia zadań rajderskich na południowym Atlantyku i Oceanie Indyjskim.
Po wyjściu w morze okręt przesłał krótką wiadomość do admiralicji nie wiedząc o tym, że wywiad Royal Navy tzw. Room 40 odczytywał niemieckie kody i okręty znajdujące się w pobliżu pozycji „Greifa” zostały powiadomione o jego obecności. Marynarka brytyjska podjęła poszukiwania podejrzanych statków oraz wzmocniła siły patrolujące między Szkocją a Norwegią oraz na północ od Szetlandów. 

## Zatopienie

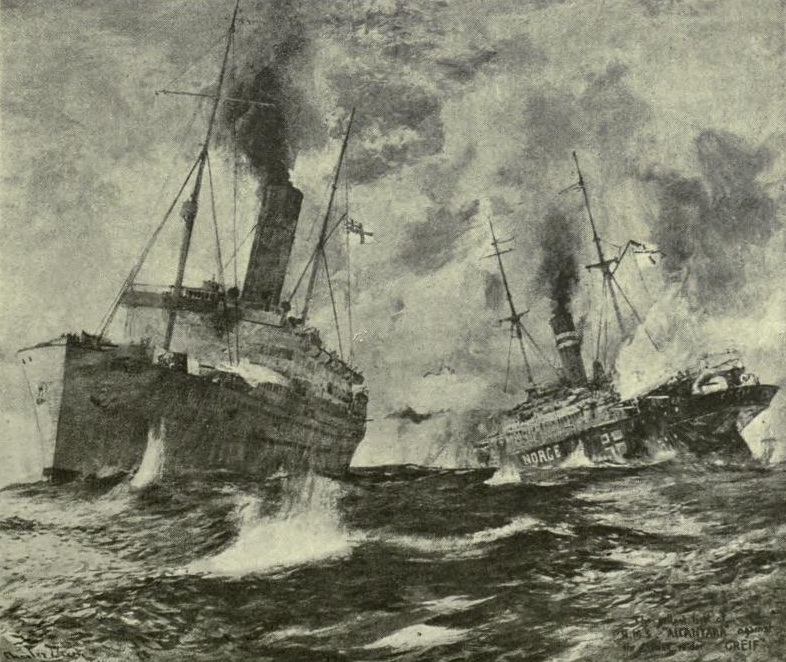
Obraz przedstawiający pojedynek z „Alcantarą”

29 lutego 1916 rano, ok. 200 mil morskich na wschód od Wysp Owczych, zamaskowany „Greif” został przechwycony i zatrzymany do kontroli przez brytyjski krążownik pomocniczy HMS „Alcantara”, przebudowany ze statku pasażerskiego (dowódca kmdr Thomas Wardle, poj. 15 831 BRT, długość 180 m, uzbrojenie z 8 dział 152 mm i 2 dział 76 mm). Na miejsce zbliżał się także bliźniaczy krążownik pomocniczy HMS „Andes”, mający zmienić „Alcantarę” na patrolu (dowódca kmdr por. George B.W. Young) oraz krążownik lekki HMS „Comus”. 
Na sygnał z „Alcantary”, „Greif” zastopował, lecz jego wygląd nie wzbudzał większych podejrzeń. Kiedy „Alcantara” przygotowywała się do spuszczenia łodzi w celu inspekcji, przed godz. 10 rano, Niemcy podnieśli banderę wojenną, opuścili maskowanie uzbrojenia, po czym otworzyli ogień z małej odległości 1800 m do znajdującego się po lewej stronie przeciwnika. „Alcantara” ruszyła naprzód, po czym oba okręty płynęły ostrzeliwując się z odległości ok. 3 km. Brytyjczycy wyeliminowali część dział „Greifa” i wywołali pożar, lecz Niemcy zdołali zniszczyć główne stanowisko dowodzenia i uzyskać kilka przebić kadłuba „Alcanatry” w części podwodnej, powodując nabieranie wody oraz uszkadzając ster. Ostrzał z większej odległości podjęły też „Andes” i „Comus”. „Alcantara” wprawdzie wymanewrowała jedną wystrzeloną o 10.02 torpedę, lecz po 10.20 otrzymała trafienie w lewą burtę drugą wystrzeloną torpedą, po czym okręt zaczął tonąć. 
O 10.30 „Alcantara” została opuszczona przez załogę i po godziną 11 zatonęła. Płonący „Greif” został także opuszczony przez załogę o 10.22, lecz mimo dalszego ostrzeliwania go, zatonął dopiero o 13.01, na pozycji 61°45′N 1°10′E/61,750000 1,166667. Rozbitków ratowały HMS „Comus” i niszczyciel HMS „Munster”; z załogi „Alcantary” zginęło 74 marynarzy, z załogi „Greifa” 194, w tym dowódca (do niewoli wzięto 115 osób).